# Зелений Клин (Берестинський район)
Зелений Клин (до 2016 — Ле́нінське) — село в Україні, у Берестинському районі Харківської області. Населення становить 58 осіб. Орган місцевого самоврядування — Новоолександрівська сільська рада.
Після ліквідації Сахновщинського району 19 липня 2020 року село увійшло до Красноградського (Берестинського) району.

## Географія
Село Зелений Клин розташоване на відстані 1 км від річки Оріль (правий берег). Примикає до села Корніївка.

## Історія
- 1924 — дата заснування.

## Пам'ятки
Поблизу села розташований ентомологічний заказник місцевого значення «Бджолиний № 2» — об'єкт природно-заповідного фонду Харківської області.